# Vasile Simiocenco
Vasile Simiocenco (Crișan, 8 de enero de 1947) es un deportista rumano que compitió en piragüismo en la modalidad de aguas tranquilas.
Ganó siete medallas en el Campeonato Mundial de Piragüismo entre los años 1970 y 1977, y una medalla en el Campeonato Europeo de Piragüismo de 1969. Participó en dos Juegos Olímpicos de Verano en los años 1972 y 1976, su mejor actuación fue un cuarto puesto logrado en Montreal 1976 en la prueba de K4 1000 m.

## Palmarés internacional
| Campeonato Mundial | Campeonato Mundial     | Campeonato Mundial | Campeonato Mundial |
| Año                | Lugar                  | Medalla            | Competición        |
| ------------------ | ---------------------- | ------------------ | ------------------ |
| 1970               | Copenhague (Dinamarca) | Medalla de bronce  | K2 10 000 m        |
| 1971               | Belgrado (Yugoslavia)  | Medalla de bronce  | K2 1000 m          |
| 1971               | Belgrado (Yugoslavia)  | Medalla de oro     | K4 10 000 m        |
| 1973               | Tampere (Finlandia)    | Medalla de bronce  | K1 4 × 500 m       |
| 1973               | Tampere (Finlandia)    | Medalla de bronce  | K4 10 000 m        |
| 1975               | Belgrado (Yugoslavia)  | Medalla de plata   | K4 10 000 m        |
| 1977               | Sofía (Bulgaria)       | Medalla de plata   | K4 500 m           |
| Campeonato Europeo |                        |                    |                    |
| Año                | Lugar                  | Medalla            | Competición        |
| 1969               | Moscú (URSS)           | Medalla de bronce  | K2 10 000 m        |